# Bemposta (Penamacor)
Bemposta is een plaats (freguesia) in de Portugese gemeente Penamacor en telt 184 inwoners (2001).